# Wybory do Parlamentu Europejskiego we Włoszech w 2014 roku
Wybory do Parlamentu Europejskiego VIII kadencji we Włoszech zostały przeprowadzone 25 maja 2014. Włosi wybrali 73 eurodeputowanych. Wybory zakończyły się zwycięstwem rządzącej Partii Demokratycznej. Frekwencja wyniosła 57,22%.

## Wyniki wyborów
| Lista wyborcza                      | Głosy      | %     | Mandaty |
| ----------------------------------- | ---------- | ----- | ------- |
| Partia Demokratyczna                | 11 203 231 | 40,81 | 31      |
| Ruch Pięciu Gwiazd                  | 5 807 362  | 21,16 | 17      |
| Forza Italia                        | 4 614 364  | 16,81 | 13      |
| Liga Północna                       | 1 688 197  | 6,15  | 5       |
| Nowa Centroprawica – Unia Centrum   | 1 202 350  | 4,38  | 3       |
| Inna Europa z Tsiprasem             | 1 108 457  | 4,04  | 3       |
| Bracia Włosi – Sojusz Narodowy      | 1 006 513  | 3,67  | 0       |
| Zielone Włochy – Europejscy Zieloni | 250 102    | 0,91  | 0       |
| Wybór Europejski                    | 197 942    | 0,72  | 0       |
| Włochy Wartości                     | 181 373    | 0,66  | 0       |
| Południowotyrolska Partia Ludowa    | 138 037    | 0,50  | 1       |
| Io Cambio – MAIE                    | 50 978     | 0,19  | 0       |
| Razem                               | 27 448 906 | 100   | 73      |